# Wapen van Leende

Wapen van de gemeente Leende

Het wapen van Leende werd op 16 juli 1817 door de Hoge Raad van Adel aan de gemeente Leende bevestigd. De gemeente ging in 1997 samen met Heeze en Sterksel op in de nieuwe gemeente Heeze-Leende, waardoor het wapen kwam te vervallen. In het wapen van Heeze-Leende zijn verwijzingen naar het wapen van Leende opgenomen.

## Blazoen
De beschrijving van het wapen van Heeze-Leende luidt als volgt:
Van lazuur, beladen met drie hoorns van goud, staande twee en één. Het schild ter regterzijde verzeld van een boom van sijnople, erboven een ster van goud.
N.B.:
- De heraldische kleuren van het wapen zijn: lazuur (blauw), goud (geel) en sinopel (groen).
- In de heraldiek zijn links en rechts gezien vanuit de persoon die achter het schild staat. Voor de toeschouwer zijn deze begrippen dus verwisseld.

## Geschiedenis
De wapens van zowel Heeze als Leende zijn gebaseerd op hetzelfde schependomzegel. De drie hoorns zijn afkomstig uit het wapen van het geslacht Horne (Heeze) en de familie van Cranendonck, een zijtak van de Hornes (Leende) zijn opgenomen. Het wapen is, evenals het verwante wapen van Heeze, vergezeld van een boom, die waarschijnlijk duidt op de bosrijke omgeving. De boom in het wapen van Leende was niet benoemd, maar waarschijnlijk ging het over een eik. Ook is op beide wapens een ster aanwezig. Omdat de kleuren van het wapen bij de aanvraag ervan niet waren benoemd is het wapen van Leende verleend in de rijkskleuren: goud op azuur (geel op blauw). De historische kleuren van het wapen zijn keel op goud (rood op geel).

## Verwante wapens
Het wapen is verwant aan onderstaande wapens:

Het wapen van Heeze-Leende
Het wapen van Heeze (1817)
Het wapen van Heeze (1980)
Het wapen van het Huis Horne